# Les Fantômes du Titanic
Pour plus de détails, voir Fiche technique et Distribution.
Les Fantômes du Titanic ou Fantômes des abysses au Québec (Ghosts of the Abyss) est un film documentaire américain de 2003 distribué par Walt Disney Pictures et Walden Media. Il s’agit du premier film Disney réalisé en 3-D. Il a été réalisé par James Cameron, après son film Titanic récompensé par plusieurs oscars. Le documentaire présente l'épave du Titanic, paquebot ayant fait naufrage en 1912.
Le film, sorti à l'été 2003 en IMAX a été nommé par le BFCA pour le prix du meilleur documentaire.

## Synopsis
Après le tournage du film Titanic qui l'avait poussé à faire plusieurs plongées sur le site de l'épave du paquebot reposant à près de 4 000 mètres de profondeur dans l'océan Atlantique, James Cameron revient sur les lieux du drame accompagné d'une équipe scientifique et de l'acteur Bill Paxton. À l'aide des submersibles Mir et de robots guidés à distance, l'équipe parvient à filmer des lieux inédits du navire, notamment certains de ses intérieurs comme sa salle de réception des premières classes.
Cette exploration pousse également à revoir certains moments de l'histoire du Titanic, par le biais de séquences avec des acteurs muets superposées aux vues de l'épave.
Le documentaire a été filmé en septembre 2001 ; à près de 4 000 m de profondeur, un scientifique annonce la date du jour, qui n'est autre que le 11 septembre 2001, ne se doutant absolument pas des attaques terroristes que les États-Unis ont subi quelques heures auparavant. Ce n'est qu'après cette journée passée dans les profondeurs de l'Atlantique que l'équipe apprend la nouvelle, à sa remontée sur le bateau. Tous prennent conscience alors de ce qu'a pu ressentir le reste de la population au moment de la tragédie du Titanic à l'époque.

## Fiche technique
- Titre original : Ghosts of the Abyss
- Titre français : Les Fantômes du Titanic
- Réalisation : James Cameron
- Musique : Joel McNeely, Lisa Torban
- Direction artistique : Leonard Barrit, Javier Nava
- Décors : Martin Laing
- Photographie : Vince Pace, D.J. Roller
- Montage : David C. Cook, Ed W. Marsh, Sven Pape, John Refoua
- Production : John Bruno, James Cameron, Chuck Comisky, Janace Tashjian, Andrew Wight
- Sociétés de production : Ascot Elite Entertainment Group, Golden Village, Telepool, UGC PH, Earthship Productions, Walden Media, Walt Disney Pictures
- Sociétés de distribution :  Walt Disney Pictures (États-Unis), UGC Fox Distribution (France)
- Pays de production :   États-Unis
- Langue originale :  anglais
- Genre : documentaire
- Durée : 61 minutes (version cinéma) ; 90 minutes (version longue)

## Distribution
- Bill Paxton (VF :  Eric Herson-Macarel ; VQ : Benoit Éthier) : lui-même
- John Broadwater : lui-même
- Lori Johnston (VQ : Christine Séguin) : elle-même
- Charles Pellegrino (VQ : Antoine Durand) : lui-même
- Don Lynch (VQ : Pierre Auger) : lui-même / Thomas Andrews
- Ken Marschall (VQ : Denis Gravereaux et Yves Massicotte) : lui-même / J. Bruce Ismay
- James Cameron (VF :  Georges Claisse ; VQ : James Hyndman) : lui-même
- Mike Cameron (VQ : Denis Roy) : lui-même
- Jeffrey N. Ledda : lui-même
- Eric Schmitz (VQ : Bernard Meney) : lui-même
- Genya Chernaiev (VQ : Igor Ovadis) : lui-même
- Victor Nischeta : lui-même

## Bande originale
Les chansons de la bande originale ont été composées et dirigées par Joel McNeely, et les orchestrations ont été dirigées par David Brown, Marshall Bowen et Frank Macchia. L’album a aussi été enregistré et mixé par Rich Breen, édité par Craig Pettigrew et masterisé par Pat Sullivan. Il a enfin été produit par James Cameron, Randy Gerston et Joel McNeely.